# 狩野祐介
狩野 祐介（かりの ゆうすけ、1990年4月18日 - ）は、福岡県出身のバスケットボール選手である。ポジションはシューティングガード。B.LEAGUEのライジングゼファーフクオカ所属。

## 来歴
福岡県飯塚市出身。飯塚市立庄内小学校、福岡市立春吉中学校を経て、福岡第一高校ではセック・エルハジ・イブラヒマや早川ジミーらとチームメートだった。
U-18日本代表の主力メンバーにもなっており、エースシューターとして臨んだ2008年のウィンターカップでは決勝で洛南高等学校に71-73で敗れて準優勝している。
東海大学に進学、4年次の2012年にはキャプテンとして臨んだ全日本大学バスケットボール選手権大会で、田中大貴、晴山ケビン、ザック・バランスキー、橋本晃佑らと共に優勝している。
2013年、東京エクセレンスに入団した。同年のNBDLオールスターに選出されている。
2016年6月、東京エクセレンスから滋賀レイクスターズに移籍した。同年7月にはバスケットボール男子日本代表としてウィリアム・ジョーンズカップに出場した。
2020年5月、名古屋ダイヤモンドドルフィンズに移籍した。2020年9月、Acredite株式会社を設立。
2022年、滋賀レイクスターズに復帰。
2023年、佐賀バルーナーズに移籍した。
2025年、ライジングゼファーフクオカに移籍した。
試合前には、験担ぎでバナナを食べる。

## 記録
| シーズン     | チーム | GP | GS | MPG  | FG%  | 3P%  | FT%  | RPG | APG | SPG | BPG | TO  | PPG  |
| ------------ | ------ | -- | -- | ---- | ---- | ---- | ---- | --- | --- | --- | --- | --- | ---- |
| NBDL 2013-14 | 東京EX | 32 |    | 27.0 | .423 | .343 | .970 | 1.9 | 1.8 | 0.7 | 0   | 0.7 | 9.4  |
| NBDL 2014-15 | 東京EX | 32 |    | 27.8 | .498 | .473 | .846 | 1.8 | 2.1 | 0.9 | 0   | 0.6 | 11.6 |
| NBDL 2015-16 | 東京EX | 36 |    | 28.0 | .484 | .402 | .824 | 2.7 | 2.5 | 0.7 | 0.1 | 1.1 | 11.6 |
| B2 2016-17   | 滋賀   |    |    |      |      |      |      |     |     |     |     |     |      |